# Araromire
Araromire es una película del año 2009.

## Sinopsis
En la antigua tierra yoruba, un sacerdote introduce el culto a “Araromire”, la diosa de la buena suerte y de la fortuna que concede siete años de riqueza. Dos jóvenes amigos encuentran una estatuilla en un altar abandonado mientras hacen el servicio militar en un campamento cerca de la ciudad de Araromire. Dejan de vender drogas en Lagos para convertirse en dos exitosos hombres de negocios con los problemas normales de la vida: la amistad, el amor, la familia. Pero ¿qué ocurrirá después?